# Mbaye Diagne (football)
Pour les articles homonymes, voir Diagne.

Mbaye Diagne, né le 28 octobre 1991 à Dakar au Sénégal, est un footballeur international sénégalais qui joue au poste d'avant-centre.

## Biographie

### Carrière en club

#### Juventus (2013-2015)
Durant l'été 2013, Diagne signe à la Juventus qui le prête à l'AC Ajaccio, puis il s'ensuit plusieurs prêts d'abord vers Lierse SK, puis Al-Shabab (Arabie saoudite) et KVC Westerlo, en 2015 la Juventus, pour laquelle il n'aura joué aucun match officiel, le revend à Újpest en Hongrie.

#### Kasımpaşa SK (2017-2019)
Le 16 janvier 2018, libre de tout contrat, Diagne rejoint la formation turque du Kasımpaşa SK.
Diagne connaît un début de saison 2018-2019 prolifique. Il marque vingt buts en dix-sept matchs en première partie du championnat, faisant ainsi partie des meilleurs buteurs européens avec Lionel Messi ou Kylian Mbappé. À la trêve hivernale, il est dans le viseur de plusieurs clubs européens mais signe finalement à Galatasaray.

#### Galatasaray SK (2019-2022)
Le 31 janvier 2019, Mbaye Diagne s'engage pour quatre ans et demi avec le club turc du Galatasaray SK, où il est recruté pour la somme de douze millions d'euros.
Le Sénégalais poursuit sur sa lancée sur le plan individuel en marquant dix buts de plus en Süper Lig. Il est sacré meilleur buteur du championnat avec trente buts, dont douze penaltys. Galatasaray est champion de Turquie et réussit le doublé en s'adjugeant la Coupe.
Le 2 septembre 2019, poussé dehors par l'arrivée de Radamel Falcao, Diagne est prêté par le club turc au Club Bruges KV pour une saison avec une option d'achat de treize millions d'euros. Lors de la rencontre au PSG en Ligue des champions, Diagne est accroché dans la surface par un défenseur parisien. Alors qu'il ne fait pas partie des tireurs désignés, il se saisit du ballon et manque la conversion du penalty. Le club perd le match, et Diagne est provisoirement suspendu par le staff. Par la suite, le joueur attaque son entraîneur et son club dans la presse, ce qui a pour conséquence de l'écarter du groupe. Le club ne parvient pas à se défaire du prêt lors du mercato d'hiver et le joueur entretient seul sa condition physique. Revenant sur cet incident en mai 2020, Diagne exprime des regrets : « Je n'aurais pas dû tirer le penalty. Mais j'étais tellement excité à l'idée d'aider l'équipe que quand je l'ai obtenu, je me suis dit que je devais marquer ce but que l'on m'avait réclamé. C'était simplement l'effet de l'adrénaline et ma volonté d'aider l'équipe ». Il quitte le club belge avec un bilan de quatre buts en neuf rencontres.
De retour à Galatasaray à l'été 2020, Diagne est determiné à s'y imposer.

#### Fatih Karagümrük (depuis 2022)
Libre de tout contrat, Diagne signe un an au Fatih Karagümrük SK le 18 juillet 2022, rejoignant son troisième club turc dans sa carrière.

#### Al-Qadisiyah (depuis 2023)
Après avoir fini deuxième meuilleur buteur du championnat Turc il signe dans un club Saoudien en deuxième division pour deux ans.

### Carrière en équipe nationale
Mbaye Diagne joue son premier match en équipe du Sénégal le 9 septembre 2018, contre Madagascar. Le Sénégal réalise un match nul (2-2) lors de cette rencontre rentrant dans le cadre des éliminatoires de la Coupe d'Afrique des nations 2019.

## Palmarès

### En club
| Al-Shabab - Supercoupe d'Arabie saoudite - Vainqueur en 2014 (en) |  | Galatasaray - Coupe de Turquie - Vainqueur en 2019 - Championnat de Turquie - Champion en 2019 - Supercoupe de Turquie de football - vainqueur en 2019 |  | FC Bruges - Championnat de Belgique - Champion en 2020 |  | Al-Qadisiyah FC - Championnat d'Arabie saoudite D2 - Champion : 2023-24 |  | Neom SC - Championnat d'Arabie saoudite D2 : - Champion : 2024-25 |

### En sélection nationale
| Sénégal - Coupe d'Afrique des nations - Finaliste en 2019 |

### Distinction personnelle
- Meilleur buteur du championnat de Turquie en 2019 (30 buts).
- Meilleur buteur du Championnat d'Arabie saoudite D2 en 2023-24 (26 buts)[9].